# Zdzisław Krasnodębski (pilot)
Zdzisław Krasnodębski ps. „Król” (ur. 10 lipca 1904 w Woli Osowińskiej, zm. 3 sierpnia 1980 w Toronto) – pułkownik dyplomowany pilot Polskich Sił Powietrznych w Wielkiej Brytanii, twórca i dowódca 303 Dywizjonu Myśliwskiego.

## Życiorys
Wnuk powstańca styczniowego z roku 1863 i zesłańca na Sybir, Józefa Krasnodębskiego z Krasnodębów Kasm herbu Pobóg odmiana Krasnodębski i Teofili z domu Krasnodębskiej. Syn Zdzisława Jana Krasnodębskiego, zarządcy majątku Makowskich w Woli Osowińskiej i Marii Wiktorii z Sułkowskich. Żona – Wanda z domu Ciołczyk, córka Jana i Janiny z domu Witkowskiej, (ur. 4 listopada 1909 w Bucharze, Uzbekistan zm. 7 lipca 2006 w Toronto) (ślub w 1932 r.), żołnierz Armii Krajowej, uczestniczka powstania warszawskiego, po wojnie wyjechała z Polski i dołączyła do męża w Wielkiej Brytanii.
Uczył się w szkołach w Siedlcach, Łomży i w Warszawie. Gdy miał 11 lat zmarła jego matka, ojciec wysłał go do swojego brata, Stanisława Krasnodębskiego, do Warszawy. Służbę żołnierską rozpoczął jako szesnastoletni ochotnik w roku 1920 w warszawskim 201 pułku piechoty, podczas wojny polsko-bolszewickiej, brał udział w bitwie nad Niemnem. W 1925 w Korpusie Kadetów Nr 1 im. Marszałka Józefa Piłsudskiego we Lwowie zdał maturę i wstąpił do Szkoły Podchorążych Lotnictwa w Dęblinie. Ukończył ją (II promocja, 17. lokata) i został promowany 15 sierpnia 1928 roku na stopień podporucznika z tytułem obserwatora. W następnym roku odbył kurs pilotażu podstawowego w Dęblinie. W maju 1930 roku ukończył kurs pilotażu wyższego w dywizjonie myśliwskim 2 pułku lotniczego w Krakowie. Po ukończeniu kursu otrzymał przydział do 111 eskadry myśliwskiej. W październiku 1933 roku wszedł w skład delegacji pilotów 111 Eskadry wysłanej do Bukaresztu. W maju 1935 roku był członkiem delegacji 1 Pułku Lotniczego składającej kwiaty na grobie marszałka Józefa Piłsudskiego, w październiku brał udział w zawodach pilotów myśliwskich w Grudziądzu.
Od 13 listopada 1935 do 19 października 1937 dowodził 111 Eskadrą Myśliwską. Na stopień kapitana został mianowany ze starszeństwem z 1 stycznia 1936 i 33. lokatą w korpusie oficerów aeronautyki (od 1937 korpus oficerów lotnictwa, grupa liniowa). Następnie został dowódcą III/1 Dywizjonu Myśliwskiego. 
Na czele dywizjonu walczył w kampanii wrześniowej 1939. 3 września podczas walki z Bf 110 został zestrzelony. Ratował się skokiem ze spadochronem. Pomimo odniesionych ran powrócił do eskadry, z którą przekroczył granicę rumuńską i przedostał się do Francji.
Po krótkim przeszkoleniu na samolotach francuskich został dowódcą grupy polskich pilotów (I Klucz Kominowy "Kr") dołączonej do francuskiego dywizjonu I/55. W końcu maja i pierwszych dniach lipca 1940 roku brał udział w walkach z Niemcami. 17 czerwca wraz ze swoją grupą przez Algier ewakuował się do Wielkiej Brytanii. 
W RAF otrzymał numer służbowy P-1505. 2 sierpnia objął dowództwo 303 dywizjonu myśliwskiego w Northolt. Jednostka weszła do walki 30 sierpnia 1940 roku. 6 września Zdzisław Krasnodębski został zestrzelony podczas walki, między Hextable a Wilmington. Ciężko poparzony trafił do szpitala. Tam z rąk gen. Władysława Sikorskiego otrzymał 5 października 1940 roku Krzyż Srebrny Orderu Virtuti Militari. Po powrocie ze szpitala w czerwcu 1941 został wysłany z Misją Wojskową do Kanady, której celem było werbowanie w Ameryce młodych rekrutów do Polskich Sił Zbrojnych. Do końca wojny pełnił wiele funkcji dowódczych naziemnego personelu obsługi lotnictwa, m.in. był dowódcą stacji myśliwskiej w Heston. Od 4 października 1943 do 17 lutego 1944 był dowódcą 131 Polowego Portu Lotniczego. Był też dowódcą Polskiej Szkoły Pilotów w Newton pod Nottingham. Od 2 stycznia do 17 września 1945 był słuchaczem VI Kursu Wyższej Szkoły Lotniczej w Weston-super-Mare.
W 1946 roku dołączyła do niego żona Wanda, której powiodła się dopiero trzecia próba ucieczki z Polski. Po wojnie przeniósł się do Południowej Afryki, gdzie pracował czas jakiś jako kierowca taksówki. W 1951 roku przeprowadził się wraz z żoną do Kanady. Początkowo pracował jako kierowca, następnie był inspektorem w firmie lotniczej Sanderson Aircraft Lim. w Malton. W późniejszym okresie pracował w Motorola Canada Ltd., Addison Industries Ltd. w Toronto, Canadian Radio Manufacturing Corp. Lim. w Toronto.
W 1956 roku uzyskał obywatelstwo kanadyjskie. Wiele czasu poświęcał pracy społecznej w organizacjach polonijnych. Działał głównie w polskim środowisku lotniczym. Ponadto był mocno zaangażowany w działalność upamiętniającą polskość Lwowa i ziem południowo-wschodnich Rzeczypospolitej Polskiej. W 1976 otrzymał Złotą odznakę honorową Koła Lwowian.
Zmarł 3 sierpnia 1980 roku w szpitalu Women’s College Hospital w Toronto. Pochowany ze zmarłą 7 lipca 2006 roku żoną Wandą na Prospect Cemetery w Toronto – section 3, cremation burial plot nr. 3782 przy 1450 St. Clair Ave. West.
W 1990 roku silnik jego Hurricane'a został wydobyty z ziemi i wyeksponowany w Instytucie Polskim i Muzeum im. gen. Sikorskiego w Londynie, a następnie od 2014 roku w Muzeum Sił Powietrznych w Dęblinie.
19 września 2010 jego imieniem została nazwana Szkoła Podstawowa w Woli Osowińskiej. 
Jego wizerunek został umieszczony na samolocie myśliwskim MiG-29 nr 15 z 23 Bazy Lotnictwa Taktycznego.
1 listopada 2013, z inicjatywy komendanta Stowarzyszenia Weteranów Armii Polskiej w Ameryce Pl.114 Toronto, Krzysztofa Tomczaka, prochy Państwa Krasnodębskich zostały wydobyte i przetransportowane do Polski. Uroczysty pogrzeb odbył się na cmentarzu Wojskowym na Powązkach Wojskowych 14 maja 2014 (kwatera 20D kolumbarium I-3-3).

## Ordery i odznaczenia
- Krzyż Srebrny Orderu Virtuti Militari nr 8817 – 5 października 1940
- Krzyż Komandorski Orderu Odrodzenia Polski – pośmiertnie 28 kwietnia 2009 za wybitne zasługi dla niepodległości Rzeczypospolitej Polskiej[17]
- Krzyż Walecznych – 31 października 1947[9]
- Srebrny Krzyż Zasługi[7]
- Medal Lotniczy czterokrotnie
- Polowa Odznaka Pilota nr 357